# Josip Vrhovec
Josip Vrhovec (9. února 1926, Záhřeb – 15. února 2006, tamtéž) byl chorvatský jugoslávský komunistický politik, účastník partyzánského boje, ministr zahraničí SFRJ a předseda předsednictva svazu komunistů Chorvatska.

## Biografie
Josip Vrhovec se narodil v Záhřebu 9. února 1926. Jako mladý se přidal ke komunistům a vstoupil do řad partyzánskéhých oddílů. Po skončení války studoval na hospodářské fakultě záhřebské univerzity. Mezi jugoslávskými komunisty se stal jedním z nadějných a především těch dobře vzdělaných politiků. Na konci 50. let začal spolupracovat s chorvatskými novinami Vjesnik, kde se postupně vypracoval až na pozici šéfredaktora (1968–1970). Kromě toho byl aktivní v politické oblasti.
Po skončení Chorvatského jara došlo k rozsáhlým personálním změnám mezi chorvatskými komunisty, což otevřelo cestu právě Vrhovcovi, chráněnci Vladimira Bakariće. Vrhovec stál přirozeně proti tomuto procesu, otevírajícího na přelomu 60. až 70. let řadu otázek, včetně například i chorvatsko-srbských vztahů. To však vedlo také k tomu, že v Chorvatsku samotném nebyl příliš oblíben. Sám sebe vnímal jako stoupence Titovy cesty; jugoslávského vůdce považoval za velký vzor.
Po celá sedmdesátá léta zastával různé pozice v chorvatském Svazu komunistů. V letech 1978 až 1982 byl svazovým sekretářem pro zahraniční záležitosti (ministrem zahraničí). V letech 1983–1984 pak byl předsedou předsednictva Svazu komunistů Chorvatska. Mezi lety 1984 až 1989 zsatávával funkci chorvatského člena předsednictva SFRJ. Podílel se také na organizování univerziády v Záhřebu v létě 1987.
Známým se stal především jako odpůrce politiky a praktik Slobodana Miloševiće a Svazu komunistů Srbska. Své názory na tuto problematiku šířil také prostřednictvím již zmíněného deníku Vjesnik. Srbští komunisté ho proto na svých schůzích, počínaje 8. zasedáním SKS, často kritizovali a otevřeně napadali, stejně jako řadu dalších politiků z chorvatského Svazu komunistů, kteří neměli zájem spolupracovat s jejich předákem. Vrhovec byl jedním z prvních chorvatských politiků, který byl označen Srby fašistickým pojmem "ustaša". Po skončení svého mandátu a pádu komunistické moci v Chorvatsku se Vrhovec stáhl z politiky. Zemřel v roce 2006 v Záhřebu ve věku 80 let.